# 安部敏樹
安部 敏樹（あべ としき、1987年7月7日 - ）は、日本の起業家。株式会社Ridiloverおよび一般社団法人リディラバの代表。

## 略歴
京都府長岡京市生まれ、神奈川県横浜市育ち。横浜国立大学教育人間科学部附属横浜小学校を卒業後、横浜国立大学教育人間科学部附属横浜中学校の2年次から不登校気味になり、その頃家庭内暴力を起こして家を追い出される。進学した学習院高等科では3年次まで仮進級であり、校内順位は学年最下位の201位、評定平均は1.8であった。さらに素行も悪く欠席日数も多かったため、担任の先生から内部進学は難しいと言い渡される。そこで発奮して「落ちこぼれ」から一転、現役で進学した横浜国立大学経済学部で1年間の仮面浪人を経て、東京大学文科二類に合格。進学振分けで理転し、東京大学教養学部広域科学科を卒業。その後、東京大学大学院総合文化研究科広域科学専攻広域システム科学系修士課程を修了し博士課程に進学する。主に複雑系を専門に研究活動も行う。関心テーマは「個と群れの相互作用」。24歳のときに史上最年少で東京大学教養学部の社会起業についての授業を担当し、その後大学教員向けの研修も担当した。
東京大学在学中の2009年に、「社会の無関心の打破」を理念に掲げ、社会問題の現場を学ぶスタディツアーを提供する学生団体「リディラバ」を設立、2012年に一般社団法人化、2013年に株式会社Ridiloverとして事業をスタートさせた。

## 人物
少年期に自分自身が社会問題の当事者であった経験と、大学時代に所属した川人ゼミで多くの社会問題の現場を訪れた経験から、現在未解決の社会問題を解決に向けて進めてゆくためには、「社会の無関心の打破」が必要であると考えるようになる。その考えに基づき、設立当初社会問題のスタディツアー事業で始まった「リディラバ」は現在、問題を発見する調査報道事業、発見した問題を共有してみんなのものにしていく社会化事業、共有された問題に適切な社会資源を投入する事業開発・政策立案事業、に拡大している。
2017年には、米Forbes誌が選ぶアジアのU-30に社会起業家として選ばれている。
コメンテーターとしても評価が高く、特に2018年に調査報道メディア「リディラバジャーナル」を立ち上げてからは多くの報道番組に出演。明確に自己責任論を否定する立場に立つ。出演時はいつもリディラバのロゴがプリントされたTシャツ姿であり、繰り出される舌鋒鋭い発言とのギャップに注目が集まっている。
竹中平蔵氏と共著で対談本を出版しているため、同一見解を持つと理解されがちだが、同書では明らかな意見の相違も見られる。
グロービス経営大学院大学が主催するセッションに登壇する事が多く、2021年9月8日のG1新世代リーダー・サミット2021 第3部全体会「社会的分断を超えるために私たちができること」では初のモデレーターを務めた。
経済産業省の「未来の教室」実証事業の前身会議体に専門委員として参画。後に立ち上がった「未来の教室」実証事業にて、2018年リカレント教育分野で事業採択され、翌年には同事業を独立運営するに至っている。

### 発言
「社会問題を背景の違う人も含めて現場で体験を共有しながら議論するスタディツアーの仕組みは、それこそ3000年前のギリシャで作られた民主主義の仕組みをアップデートできる。民主主義は人々が継続して賢くなり、社会に対する関心をもち続けないと成り立たない仕組みだからです。また、問題の可視化や社会での共有の機能にとどまらず、情報や現場をもっているわれわれであれば問題解決そのものの効率性も上げられると思っている。2060年、世界レベルの社会問題解決市場が7000兆円になると踏んでおり、その1割をリディラバが担うようになりたい。社会問題に関してはリディラバに相談してみようと世界の誰もが言ってくれる存在になりたいんです」
「企業で行われている研修の多くは、正解を教えるものです。しかし、例えば新規事業を立ち上げようというときに正解なんてありません。課題を見つけて、主体性を持って解決する力がなくてはならないのです。でも、家庭と会社の往復しかしていない社員が、社会の課題を見つけることは難しい。であるならば、課題の現場に飛び込ませることが第一。そして主体性が心の内に立ち上がっていく仕組みを再生産できないかと考えたのです」
「ほとんどの人にとって会社は、｢社会と自分の間｣にはなくて、｢会社と私｣｢社会と私｣って別々になっている。上手に社会と私の間に会社を差し込んでいかないと、なかなか事業と社会性がつながっていかない。」

## 活動

### メディア出演

#### 現在出演中
- ABEMA Prime（ABEMA、2016年 - ） - 火曜日→水曜日コメンテーター
- 羽鳥慎一モーニングショー（テレビ朝日、2021年10月 - ） - 水曜日コメンテーター
- ウェークアップ（読売テレビ、2024年7月6日 - ） - パートナー（隔週）
- ビートたけしのTVタックル（テレビ朝日、2022年1月30日 - ）随時ゲスト出演
- 朝まで生テレビ!（テレビ朝日、2019年7月26日 - ）随時パネリスト出演

#### 過去の出演
- 報道1930（BS-TBS、2021年10月25日） - ゲストコメンテーター
- グッとラック!（TBSテレビ、2019年4月 - 2020年9月） - 月曜日コメンテーター
- モンスターサミット（日本テレビ、2019年12月10日[17]）
- モーニングCROSS（TOKYO MX） - 不定期出演
- TOKYOガルリ（テレビ東京、2015年1月26日[18]）
- NNN衆院選特別番組「ZERO×選挙2014」第2部（日本テレビ、2014年12月14日-15日）

### 著書
- 「いつかリーダーになる君たちへ」日経BP、2015年、ISBN 4822251268
- 「日本につけるクスリ」竹中平蔵との共著、ディスカヴァー・トゥエンティワン、2016年、ISBN 4799320017